# Ovindoli
Ovindoli est une commune de la province de L'Aquila, dans la région des Abruzzes.

## Administration
| Période                                  | Période  | Identité         | Étiquette     | Qualité |
| ---------------------------------------- | -------- | ---------------- | ------------- | ------- |
| 30 mai 2006                              | En cours | Pino Angelosante | Centro-Destra |         |
| Les données manquantes sont à compléter. |          |                  |               |         |

### Hameaux
Santa jona, San Potito, Casal Martino.

### Communes limitrophes
Aielli, Avezzano, Celano, Massa d'Albe, Pescina, Rocca di Mezzo, Secinaro.

## Cyclisme
L'ascension d'Ovindoli, grimpée par Celano, fut au programme de la 9e étape du Giro 2021. Elle est classée en 2e catégorie.